# Desmond Bishop
(en) Statistiques sur pro-football-reference
Desmond Lamont Bishop (né le 24 juillet 1984 à San Francisco) est un joueur américain de football américain.

## Lycée
Bishop joue à la Faifield High School de Fairfield où il figure dans la seconde équipe All State. Il joue ensuite dans All Star Game de la Californie en 2002. Il joue aussi dans l'équipe de basket-ball du lycée.

## Carrière

### Université

#### City College of San Francisco
Il entre au City College of San Francisco en 2003 et remporte le championnat national après une victoire 13-0. Il est nommé en 2004 meilleur jeune joueur défensif de l'année dans l'État de Californie. La saison 2004 le voit faire 118 tacles en dix matchs.

#### Université de Californie
Après la saison 2004, Bishop quitte le college de San Francisco pour l'université de cette même ville. Dès son arrivée, il est titularisé et figure parmi les meilleurs joueurs de la conférence. En 2005, il débute les douze matchs, et effectue 89 tacles ainsi qu'une provocation de fumble. Il remporte avec les Golden Bears le Las Vegas Bowl 2005.
En 2006, il joue une nouvelle fois tous les matchs de la saison et se fait remarquer, en étant un potentiel candidat au draft de la NFL en 2007 et du Dick Butkus Award. Il est le premier dans la conférence All Pac 10 au niveau des tacles. Il termine sa carrière universitaire sur une victoire contre les Texas Aggies au Holiday Bowl 2006.

### Professionnel
Desmond Bishop est sélectionné lors du draft de la NFL de 2007 au sixième tour, au 192e choix par les Packers de Green Bay. Durant sa première saison (Rookie), il rentre au cours de dix matchs et en 2008, il joue quinze matchs (dont un comme titulaire) et provoque trois fumbles. En 2009, il entre à tous les matchs mais n'en débute aucun.
Lors du quatrième match de la saison 2010, Nick Barnett se blesse et Bishop est nommé le remplaçant de Barnett. Il joue donc douze matchs dans la saison régulière, interceptant un ballon et marquant un touchdown défensif de trente-deux yards sur cette interception. Il finit la saison 2010 avec 103 tacles, trois sacks, deux fumbles provoqués. Lors du Super Bowl XLV, il récupère un fumble qui permet à son équipe de remporter le match contre les Steelers de Pittsburgh sur un score de 31-25. Le 4 janvier 2011, il signe une prolongation de contrat de quatre ans de dix-neuf millions de dollars.